# لئونید شیموت

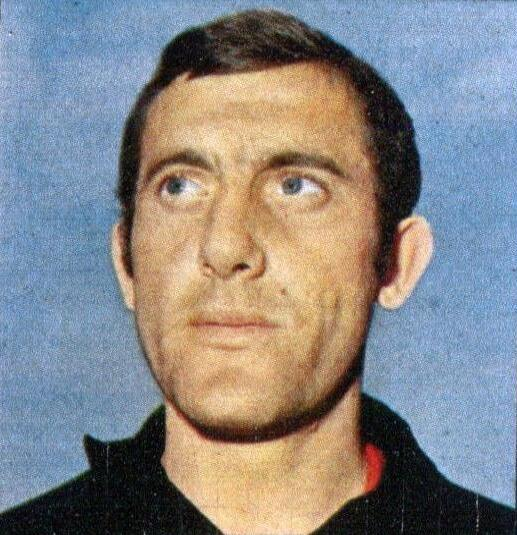
لئونید شیموت - ۱۹۷۰

لئونید شیموت (اوکراینی: Леонід Миколайович Шмуц؛ زادهٔ ۸ اکتبر ۱۹۴۸) بازیکن فوتبال اهل اتحاد جماهیر شوروی سوسیالیستی است.
از باشگاه‌هایی که در آن بازی کرده‌است می‌توان به باشگاه فوتبال زسکا مسکو و باشگاه فوتبال آرسنال کی‌یف اشاره کرد.
وی همچنین در تیم ملی فوتبال شوروی بازی کرده‌است.